# Stenetrium drakensis
Stenetrium drakensis is een pissebed uit de familie Stenetriidae. De wetenschappelijke naam van de soort is voor het eerst geldig gepubliceerd in 1982 door George A. Schultz.